# Stephen M. Walt

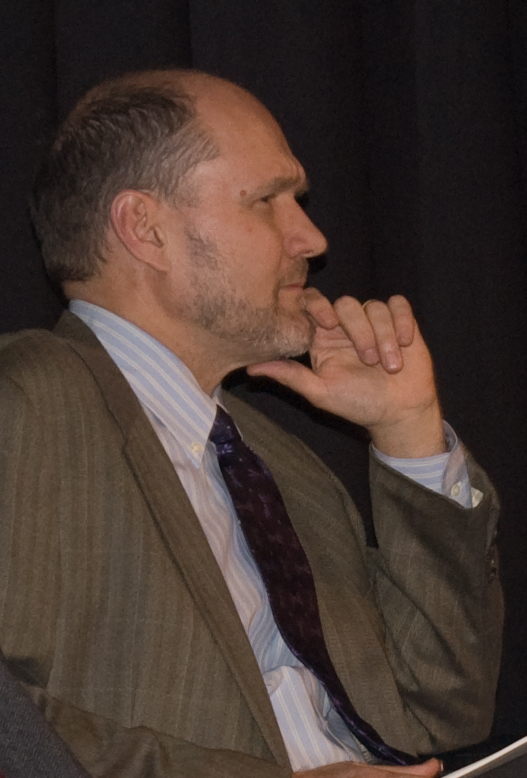
Stephen Walt (2007)

Stephen Martin Walt (* 2. Juli 1955) ist ein US-amerikanischer Politikwissenschaftler. Er ist Professor für Internationale Beziehungen an der Harvard Kennedy School (John F. Kennedy School of Government) der Harvard University. Er ist als Vertreter des defensiven Realismus bekannt.

## Leben
Walt studierte zunächst Internationale Beziehungen an der Stanford University und schloss diesen Studiengang 1977 mit einem B.A., welchen er mit Auszeichnung bestand, ab. Danach führte er sein Studium im Rahmen des Faches Political Science an der University of California in Berkeley fort. Dort schloss er 1978 erst mit dem M.A., und im gleichen Fach im Jahr 1983 mit dem Ph.D. ab. Nachdem er seinen Master bestanden hatte, arbeitete er bereits für das Center for Naval Analyses, sowie für das Center for Science and International Affairs der Harvard University. Stephen M. Walt hat in seiner Laufbahn als Universitätsprofessor bisher schon an der Princeton University (1984–1989) sowie an der University of Chicago (1989–1999) gelehrt. Er unterrichtet seitdem als Professor of International Affairs an der John F. Kennedy School of Government der Harvard University.
Für sein erstes Buch The Origins of Alliances erhielt er 1988 den Edgar S. Furniss National Security Book Award. Außerdem erhielt er eine Auszeichnung für seine sehr guten Leistungen als Professor, das Certificate of Distinction in Teaching des Committee on Undergraduate Education der Harvard University.
Die Lehr- und Forschungsschwerpunkte Walts sind Internationale Beziehungen, Außenpolitik der USA sowie internationale Sicherheit. Er wird von manchen Fachkollegen (z. B. Professor John J. Mearsheimer) als einer der renommiertesten Gelehrten der heutigen Zeit auf diesem Gebiet eingeschätzt.
Walt vertritt die Ansichten des Neorealismus (auch Struktureller Realismus) nach Kenneth Waltz, der davon ausgeht, dass das internationale System, in dem die Staaten existieren, anarchisch strukturiert ist. Oberstes Ziel staatlichen Handels ist die Sicherung des eigenen Überlebens und Macht das zentrale Mittel, um dieses Ziel zu erreichen.
Stephen Walt analysiert in seinen Arbeiten die Funktionsweisen der Internationalen Beziehungen und scheut sich nicht zu provozieren, wie sein erstes Buch zeigt, in dem er die von Waltz entwickelte Balance-of-Power-Theorie modifiziert.
An seiner Arbeit ist besonders bemerkenswert, dass er nicht ausschließlich theoretisch bleibt, sondern seine Arbeiten auch policyorientiert sind, d. h. als praktischer Ratgeber für Politiker, die mit Problemen wie z. B. Revolutionen, der Bildung von Allianzen oder Krieg direkt zu tun haben und Entscheidungen hierzu fällen müssen, fungieren sollen.
Des Weiteren beteiligt er sich stark an wichtigen politischen Debatten, wie z. B. über die Notwendigkeit des zweiten Irak-Kriegs (2003). Walt hielt diesen Krieg für nicht gerechtfertigt, da seiner Meinung nach der Irak, auch wenn er Massenvernichtungswaffen besessen hätte, keine extreme Bedrohung für die USA dargestellt hätte und es darüber hinaus keinen nachgewiesenen Zusammenhang zwischen Irak und den Ereignissen vom 11. September 2001 gab.
Außenpolitisch ist Walt ein Anhänger der Strategie des Offshore Balancing, die auf die Sicherstellung des Mächtegleichgewichts in einer Region durch vorwiegend diplomatische Instrumente abzielt und von direkten militärischen Interventionen so weit wie möglich absieht.
2005 wurde er in die American Academy of Arts and Sciences gewählt.

## Bücher
Stephen Walt hat bisher, neben unzähligen Beiträgen für Zeitungen, Fachzeitschriften und Fachbüchern drei eigene Bücher veröffentlicht. In seinem ersten Buch The Origins of Alliances (1987) setzt er sich kritisch mit der Balance of Power-Theorie, deren Vertreter u. a. Kenneth Waltz ist, und nach der Staaten Koalitionen nur bilden, um ein Missverhältnis an Macht im internationalen System auszugleichen, auseinander. Er meint, dass diese Theorie nicht zutrifft und das Funktionieren von Allianzen nicht richtig erklärt. Stattdessen entwickelt er in seinem Buch die Balance-of-Threat-Theorie, nach der sich Staaten nicht zusammenschließen, um Macht auszugleichen, sondern um Bedrohung, die von einem bestimmten Staat (oder mehreren Staaten) ausgeht, auszugleichen und sich dagegen wehren zu können. Seine Erkenntnisse hierzu gewinnt er aus der Diplomatie des Nahen Ostens. Als abschließendes Beispiel für die Richtigkeit seiner Theorie führt er die international sehr gute Position der USA an. Diese konnten eine globale Allianz bilden, da die anderen Staaten sich in erster Linie gegen die Bedrohung, die die damalige Sowjetunion für sie darstellte, zur Wehr setzen mussten. Der Ausgleich von Macht spielte hier keine Rolle mehr, da die USA und ihre Alliierten die Fähigkeiten der SU und deren Alliierten weit überschritten.
In seinem zweiten Buch Revolution and War (1996) versucht Walt die Beziehung zwischen Revolution und Krieg deutlich zu machen und zu erklären, warum und wie eine Revolution zum Krieg führen kann. Als Basis für seine Untersuchungen dient ihm die Annahme, dass Staaten in einer Anarchie leben und daher ihrer Sicherheit einen hohen Stellenwert einräumen müssen. Außerdem nimmt er Bezug auf sein erstes Buch, da er seinen Ausführungen in Revolution and War die Balance-of-Threat-Theorie zu Grunde legt. Walt gelangt zu dem Ergebnis, dass Revolutionen sehr leicht zu Kriegen führen können. Er erklärt dies damit, dass andere Staaten ihre Sichtweise auf einen von einer Revolution betroffenen Staat verändern, indem sie entweder ihre Sicherheit durch ihn gefährdet sehen (z. B. durch eine Ausweitung der Revolution), oder ihn für den Moment als geschwächt einschätzen und als leicht zu schlagen sehen. Außerdem kann es zwischen der neuen Regierung eines Staates (nach der Revolution) und den alten Alliierten leicht zu Spannungen kommen, da bei einem derart herbeigeführten Regierungswechsel mit der Regierung auch die vorherrschenden grundlegenden Werte ausgetauscht werden. Diese drei Gegebenheiten erhöhen das Risiko eines Krieges stark und machen ihn zu einer attraktiven Möglichkeit für andere Staaten.
Sein zuletzt erschienenes Buch Taming American Power: The Global Response to U. S. Primacy (2005) beschäftigt sich nicht mehr mit grundsätzlichen Theorien über internationale Beziehungen, sondern speziell mit den internationalen Beziehungen der USA. Walt analysiert darin die verschiedenen Strategien, die Staaten anwenden, um sich die Macht, die die USA gegenüber der restlichen Welt haben, entweder zu Nutzen zu machen oder ihr so gut wie möglich entgegenzutreten, um so ihre eigenen Interessen bestmöglich umsetzen zu können. Er stellt in seiner Arbeit fest, dass die unterschiedlichen Reaktionen auf die US-amerikanische Macht die Fähigkeit der USA, ihre eigenen außenpolitischen Ziele gezielt umzusetzen, bedrohen und eventuell sogar ihre Vormachtstellung untergraben könnten. Nach Walt müssen die USA diesem Problem entgegenwirken, indem sie eine Außenpolitik betreiben, die von anderen Staaten akzeptiert und willkommen geheißen wird, um zu verhindern, dass andere Staaten die Macht der USA mit Angst zur Kenntnis nehmen.
Sein mit John J. Mearsheimer 2006 im London Review of Books veröffentlichter Aufsatz The Israel Lobby and U.S. Foreign Policy, der auf einem schon 2002 für Atlantic Monthly vorgesehenen, aber von diesen zurückgewiesenen Artikel beruhte und den Einfluss pro-israelischer Lobbygruppen auf die US-amerikanische Außenpolitik kritisierte, löste eine heftige Debatte aus und wurde zu einem Buch gleichen Titels erweitert.

### Beiträge für Zeitungen, Fachliteratur und Kommentare
Stephen Walt hat neben seiner Arbeit für seine Bücher und seiner Professur eine Vielzahl an Beiträgen zu politischen Debatten (z. B. über die Aussagekraft von Theorien über internationale Beziehungen, die auf Rational-Choice-Theorien basieren), Kommentaren zu wichtigen Ereignissen (wie z. B. dem 11. September 2001 sowie dem Irak-Krieg), und politikwissenschaftlich interessanten Fachzeitschriften/-büchern geleistet. Einige von ihnen sind auch in seinen eigenen Büchern wieder zu finden. Um einen Einblick in diesen Bereich seiner Arbeit zu bekommen, findet man auf seiner persönlichen Webseite der Harvard University einen Link zu seinen Publikationen. Walt hat u. a. Artikel zu den Themen US-Außenpolitik, die Zukunft der NATO, die Rational-Choice-Theorie, das Verhältnis zwischen Europa und Amerika sowie zum Irak-Krieg geschrieben.
Walt bloggt für die Online-Fassung der Publikation Foreign Policy.

## Veröffentlichungen
- The Origins of Alliances. Cornell University Press, 1987
- Revolution and War. Cornell University Press, 1996
- Rigor or Rigor Mortis? Rational Choice and Security Studies. In: International Security. Vol. 23, No. 4, Frühling 1999, S. 5–48 (PDF; 264 KB)
- mit John J. Mearsheimer: An Unnecessary War. In: Foreign Policy. 134, Januar/Februar 2002
- Taming American Power: The Global Response to U.S. Primacy. W. W. Norton and Co., 2005
- mit John J. Mearsheimer: The Israel Lobby and U.S. Foreign Policy. Farrar, Straus and Giroux, 2007, ISBN 0-374-17772-4
  - Die Israel-Lobby. Wie die amerikanische Außenpolitik beeinflusst wird. Campus-Verlag, Frankfurt/New York 2007, ISBN 3-593-38377-2
- The Hell of Good Intentions: America’s Foreign Policy Elite and the Decline of U.S. Primacy. Farrar, Straus & Giroux, New York 2018, ISBN 978-0-374-28003-1.